# Regierung Støre
Die Regierung Støre bildet seit der Ernennung durch König Harald V. am 14. Oktober 2021 die Regierung des Königreiches Norwegen und wird von Ministerpräsident (Statsminister) Jonas Gahr Støre (Arbeiderpartiet) geführt. Sie ging aus der Parlamentswahl 2021 hervor. Die Regierung ist eine Minderheitsregierung, die von der sozialdemokratischen Arbeiderpartiet gebildet wird. Bis zum 4. Februar 2025 gehörte auch die zentristische Senterpartiet der Regierung an.

## Geschichte

### Wahl 2021
Bei der Wahl 2021 verloren die die Regierung Solberg stützenden Parteien Høyre, Fremskrittspartiet (FrP), Venstre und Kristelig Folkeparti (KrF) ihre Mehrheit im norwegischen Nationalparlament Storting. Die linkeren Parteien Rødt, Miljøpartiet De Grønne (MDG), Sosialistisk Venstreparti (SV), Arbeiderpartiet (Ap) und Senterpartiet (Sp), die sich allesamt im Wahlkampf für einen Regierungswechsel ausgesprochen hatten, gewannen hingegen die Mehrheit. Dabei erlangten SV, Ap und Sp, die bereits in der Regierung Stoltenberg II zusammenarbeiteten, mit 89 Sitzen auch alleine eine Mehrheit. Sowohl die SV als auch die Ap sprachen sich für eine erneute Regierungszusammenarbeit aus. Die Senterpartiet erklärte im Wahlkampf hingegen mehrfach die Absicht, nur mit der Arbeiderpartiet eine Regierung bilden zu wollen.

### Sondierungs- und Koalitionsgespräche
Nach der Wahl begann Jonas Gahr Støre, der Spitzenkandidat der Arbeiderpartiet, mit den linken Parteien Gespräche zu führen. Am 23. September 2021 begannen in Hurdal die Sondierungsgespräche zwischen den Parteien Senterpartiet, Arbeiderpartiet und SV. Die SV verkündete am 29. September 2021, dass sie sich nicht an einer Regierung beteiligen werde. Der SV-Vorsitzende Audun Lysbakken erklärte, dass es in mehreren Fragen und insbesondere im Bereich der Erdölpolitik keine Einigung gegeben habe. Die Arbeiderpartiet und die Senterpartiet unter ihrem Vorsitzenden Trygve Slagsvold Vedum verständigten sich darauf, Koalitionsverhandlungen ohne die SV weiterzuführen. Støre und Vedum verkündeten am 8. Oktober 2021 schließlich, dass sie sich über eine Regierungsbildung einig geworden seien und man einen Regierungswechsel am 14. Oktober 2021 anstrebe.
Am 12. Oktober 2021 erklärte Erna Solberg, dass sie im Staatsrat dem König ein Abschiedsgesuch vorlegen werde. König Harald V. bat daraufhin Jonas Gahr Støre, eine neue Regierung zu bilden.

### Präsentation der Regierung
Am 13. Oktober 2021 veröffentlichten die Senterpartiet und die Arbeiderpartiet die beschlossene Regierungsvereinbarung. Aufgrund der in Hurdal stattgefundenen Koalitionsverhandlungen wurde die Vereinbarung unter dem Namen Hurdalsplattformen (deutsch die Hurdalsplattform) veröffentlicht. Støre präsentierte am 14. Oktober 2021 das Regierungsteam, nachdem er im Staatsrat mit Wirkung ab 12 Uhr zum neuen Statsminister ernannt worden war. Das neue Kabinett setzte sich aus 19 Personen zusammen. Acht Posten erhielt die Senterpartiet, die Arbeiderpartiet bekam elf. Von den Posten gingen bei der Regierungsbildung zehn an Frauen, neun an Männer.

### Regierungsarbeit
Das erste Jahr der Regierungsarbeit war unter anderem geprägt von einer neuen Welle der COVID-19-Pandemie, dem Russischen Überfall auf die Ukraine, der Energiekrise und einer hohen Inflation. Zudem wurde eine Revision von Teilen der von der Regierung Solberg durchgeführten Regionalreform in Norwegen beschlossen. Durch die Rückgängigmachung steigt die Zahl der Fylker (Provinzen) erneut an. Kurz nach Übernahme der Regierungsarbeit begannen die Werte der Regierungsparteien in Wahlumfragen zu sinken. In vereinzelten Umfragen erreichte die Senterpartiet Werte unterhalb der Sperrgrenze von vier Prozent.
Im Laufe des Jahres 2023 gerieten mehrere Minister wegen der nicht ausreichenden Befolgung der Befangenheitsregeln in die Kritik. Im Falle der Kultur- und Gleichstellungsministerin Anette Trettebergstuen (Ap) sowie des Forschungs- und Hochschulbildungsministers Ola Borten Moe (Sp) führte die Regelmissachtung zum Rücktritt.

### Kommunal- und Fylkestingswahlen 2023
Bei den Kommunal- und Fylkestingswahlen 2023 am 11. September 2023 mussten beide Regierungsparteien im Vergleich zu den Wahlen 2019 teils erhebliche Verluste hinnehmen. Die Arbeiderpartiet verpasste es das erste Mal seit 1924, bei einer Wahl landesweit die meisten Stimmen zu erhalten. Die Senterpartiet fiel bei der Wahl auf das Niveau zurück, das für die Partei lange als normal galt, durch die guten Wahlergebnisse aus dem Jahr 2019 jedoch einen starken Rückgang bedeutete. Im Oktober 2023 nahm Støre einen größeren Umbau in der Regierungszusammensetzung vor. Fünf neue Minister kamen in die Regierung, davon vier von der Arbeiderpartiet, zwei Minister wechselten ihren Posten und vier Minister verließen die Regierung.

### Vorfeld der Stortingswahl 2025
Im Vorfeld der Stortingswahl 2025 gaben mehrere Abgeordnete, die der Regierung Støre angehörten, bekannt, dass sie nicht zur Wiederwahl antreten. Von der Senterpartiet stellte sich Ola Borten Moe, der bis August 2023 dem Kabinett angehörte, nicht dem Nominierungsprozess. Bei der Arbeiderpartiet waren es Espen Barth Eide und die ehemalige Kultur- und Gleichstellungsministerin Anette Trettebergstuen. Des Weiteren tritt die frühere Außenministerin Anniken Huitfeldt nicht erneut zur Wahl an, da sie zur norwegischen Botschafterin in den Vereinigten Staaten von Amerika ernannt wurde. Zudem scheiterten mit Marte Mjøs Persen, Ingvild Kjerkol und Hadia Tajik drei ehemalige Arbeiderpartiet-Ministerinnen an der parteiinternen Nominierung.
Aufgrund der schlechten Umfragewerte der Arbeiderpartiet stieg gegen Ende des Jahres 2024 der parteiinterne Druck auf Ministerpräsident Jonas Gahr Støre. Anfang Dezember 2024 begannen norwegische Medien verstärkt darüber zu berichten, dass innerhalb der Arbeiderpartiet über einen möglichen Rücktritt Støres diskutiert werde.

### Regierungsaustritt der Senterpartiet
Im Januar 2025 kam es bei der Umsetzung von Teilen eines EU-Richtlinien-Pakets zu Unstimmigkeiten zwischen der Arbeiderpartiet und der Senterpartiet. Ausschlaggebend waren Richtlinien zur Energiepolitik („Saubere Energie für alle Europäer“), die Norwegen aufgrund der Mitgliedschaft im Europäischen Wirtschaftsraum (EWR) umsetzen sollte. Die EU räumte Norwegen eine Frist bis Mai 2025 ein. Die Arbeiderpartiet strebte an, drei der Richtlinien vor der Stortingswahl im Herbst 2025 in nationale Gesetze umzuwandeln, auch um die EU-Kommission aufgrund der langen Liste an noch nicht umgesetzten Richtlinien zu beschwichtigen. Die EU-skeptische Senterpartiet plante hingegen, die Wahl abzuwarten, da sie die Strompreise durch die Richtlinien gefährdet sah.
Am 30. Januar 2025 verkündeten der Senterpartiet-Vorsitzende und Finanzminister Trygve Slagsvold Vedum gemeinsam mit der Senterpartiet-Fraktionsvorsitzenden Marit Arnstad den Austritt der Senterpartiet aus der Regierung. Dem Ministerpräsidenten Støre sprachen sie jedoch weiter ihr Vertrauen aus. Støre verkündete daraufhin, dass die Arbeiderpartiet alleine weiterregieren werde und die acht Minister und Ministerinnen der Senterpartiet ersetzen werde. Vorgezogene Wahlen sind in Norwegen nicht möglich.
Die acht Minister der Senterpartiet schieden schließlich am 4. Februar 2025 aus der Regierung aus. Ihre Ämter wurden mit Politikern der Arbeiderpartiet neu besetzt. Mit Jens Stoltenberg holte Støre auch einen früheren Ministerpräsidenten in die Regierung. In Folge des Regierungswechsels verzeichnete die Arbeiderpartiet bei Wahlumfragen einen starken Anstieg.

## Regierungsmitglieder
| Ressort                                             | Name                     | Partei          | Amtsantritt       | Amtsende          | Ministerium                                                         | Bemerkung                                                        |
| --------------------------------------------------- | ------------------------ | --------------- | ----------------- | ----------------- | ------------------------------------------------------------------- | ---------------------------------------------------------------- |
| Ministerpräsident (Statsminister)                   | Jonas Gahr Støre         | Arbeiderpartiet | 14. Oktober 2021  |                   | Amt des Ministerpräsidenten                                         |                                                                  |
| Arbeit und soziale Teilhabe                         | Hadia Tajik              | Arbeiderpartiet | 14. Oktober 2021  | 4. März 2022      | Ministerium für Arbeit und soziale Teilhabe                         |                                                                  |
| Arbeit und soziale Teilhabe                         | Bjørnar Skjæran          | Arbeiderpartiet | 4. März 2022      | 7. März 2022      | Ministerium für Arbeit und soziale Teilhabe                         | kommissarisch                                                    |
| Arbeit und soziale Teilhabe                         | Marte Mjøs Persen        | Arbeiderpartiet | 7. März 2022      | 16. Oktober 2023  | Ministerium für Arbeit und soziale Teilhabe                         |                                                                  |
| Arbeit und soziale Teilhabe                         | Tonje Brenna             | Arbeiderpartiet | 16. Oktober 2023  |                   | Ministerium für Arbeit und soziale Teilhabe                         |                                                                  |
| Gesundheit und Pflege                               | Ingvild Kjerkol          | Arbeiderpartiet | 14. Oktober 2021  | 19. April 2024    | Ministerium für Gesundheit und Pflege                               |                                                                  |
| Gesundheit und Pflege                               | Jan Christian Vestre     | Arbeiderpartiet | 19. April 2024    |                   | Ministerium für Gesundheit und Pflege                               |                                                                  |
| Finanzen                                            | Trygve Slagsvold Vedum   | Senterpartiet   | 14. Oktober 2021  | 4. Februar 2025   | Finanzministerium                                                   |                                                                  |
| Finanzen                                            | Jens Stoltenberg         | Arbeiderpartiet | 4. Februar 2025   |                   | Finanzministerium                                                   |                                                                  |
| Auswärtige Angelegenheiten                          | Anniken Huitfeldt        | Arbeiderpartiet | 14. Oktober 2021  | 16. Oktober 2023  | Ministerium für Auswärtige Angelegenheiten                          |                                                                  |
| Auswärtige Angelegenheiten                          | Espen Barth Eide         | Arbeiderpartiet | 16. Oktober 2023  |                   | Ministerium für Auswärtige Angelegenheiten                          |                                                                  |
| Verkehr                                             | Jon-Ivar Nygård          | Arbeiderpartiet | 14. Oktober 2021  |                   | Ministerium für Verkehr                                             |                                                                  |
| Energie (bis Ende 2023: Erdöl und Energie)          | Marte Mjøs Persen        | Arbeiderpartiet | 14. Oktober 2021  | 7. März 2022      | Ministerium für Energie                                             | wurde anschließend Ministerin für Arbeit und soziale Teilhabe    |
| Energie (bis Ende 2023: Erdöl und Energie)          | Terje Aasland            | Arbeiderpartiet | 7. März 2022      |                   | Ministerium für Energie                                             |                                                                  |
| Kultur und Gleichstellung                           | Anette Trettebergstuen   | Arbeiderpartiet | 14. Oktober 2021  | 28. Juni 2023     | Ministerium für Kultur und Gleichstellung                           |                                                                  |
| Kultur und Gleichstellung                           | Lubna Jaffery            | Arbeiderpartiet | 28. Juni 2023     |                   | Ministerium für Kultur und Gleichstellung                           |                                                                  |
| Digitalisierung und Staatsverwaltung (ab Okt. 2023) | Karianne Tung            | Arbeiderpartiet | 16. Oktober 2023  |                   | Ministerium für Digitalisierung und Staatsverwaltung (ab Okt. 2023) |                                                                  |
| Wirtschaft                                          | Jan Christian Vestre     | Arbeiderpartiet | 14. Oktober 2021  | 19. April 2024    | Ministerium für Wirtschaft und Fischerei                            | wurde anschließend Minister für Gesundheit und Pflege            |
| Wirtschaft                                          | Cecilie Myrseth          | Arbeiderpartiet | 19. April 2024    |                   | Ministerium für Wirtschaft und Fischerei                            |                                                                  |
| Bildung                                             | Tonje Brenna             | Arbeiderpartiet | 14. Oktober 2021  | 16. Oktober 2023  | Ministerium für Bildung und Wissenschaft                            | wurde anschließend Ministerin für Arbeit und soziale Teilhabe    |
| Bildung                                             | Kari Nessa Nordtun       | Arbeiderpartiet | 16. Oktober 2023  |                   | Ministerium für Bildung und Wissenschaft                            |                                                                  |
| Klima und Umwelt                                    | Espen Barth Eide         | Arbeiderpartiet | 14. Oktober 2021  | 16. Oktober 2023  | Ministerium für Klima und Umwelt                                    | wurde anschließend Minister für Äußere Angelegenheiten           |
| Klima und Umwelt                                    | Andreas Bjelland Eriksen | Arbeiderpartiet | 16. Oktober 2023  |                   | Ministerium für Klima und Umwelt                                    | September bis Dezember 2024: Elternzeit                          |
| Klima und Umwelt                                    | Tore O. Sandvik          | Arbeiderpartiet | 2. September 2024 | 31. Dezember 2024 | Ministerium für Klima und Umwelt                                    | kommissarisch                                                    |
| Fischerei und Meerespolitik                         | Bjørnar Skjæran          | Arbeiderpartiet | 14. Oktober 2021  | 16. Oktober 2023  | Ministerium für Wirtschaft und Fischerei                            |                                                                  |
| Fischerei und Meerespolitik                         | Cecilie Myrseth          | Arbeiderpartiet | 16. Oktober 2023  | 19. April 2024    | Ministerium für Wirtschaft und Fischerei                            | wurde anschließend Wirtschaftsministerin                         |
| Fischerei und Meerespolitik                         | Marianne Sivertsen Næss  | Arbeiderpartiet | 19. April 2024    |                   | Ministerium für Wirtschaft und Fischerei                            |                                                                  |
| Verteidigung                                        | Odd Roger Enoksen        | Senterpartiet   | 14. Oktober 2021  | 12. April 2022    | Verteidigungsministerium                                            |                                                                  |
| Verteidigung                                        | Bjørn Arild Gram         | Senterpartiet   | 12. April 2022    | 4. Februar 2025   | Verteidigungsministerium                                            |                                                                  |
| Verteidigung                                        | Tore O. Sandvik          | Arbeiderpartiet | 4. Februar 2025   |                   | Verteidigungsministerium                                            |                                                                  |
| Justiz und Öffentliche Sicherheit                   | Emilie Enger Mehl        | Senterpartiet   | 14. Oktober 2021  | 4. Februar 2025   | Ministerium für Justiz und Öffentliche Sicherheit                   |                                                                  |
| Justiz und Öffentliche Sicherheit                   | Astri Aas-Hansen         | Arbeiderpartiet | 4. Februar 2025   |                   | Ministerium für Justiz und Öffentliche Sicherheit                   |                                                                  |
| Kommunalverwaltung und regionale Entwicklung        | Bjørn Arild Gram         | Senterpartiet   | 14. Oktober 2021  | 12. April 2022    | Ministerium für Kommunalverwaltung und regionale Entwicklung        | wurde anschließend Verteidigungsminister                         |
| Kommunalverwaltung und regionale Entwicklung        | Sigbjørn Gjelsvik        | Senterpartiet   | 12. April 2022    | 16. Oktober 2023  | Ministerium für Kommunalverwaltung und regionale Entwicklung        |                                                                  |
| Kommunalverwaltung und regionale Entwicklung        | Erling Sande             | Senterpartiet   | 16. Oktober 2023  | 4. Februar 2025   | Ministerium für Kommunalverwaltung und regionale Entwicklung        |                                                                  |
| Kommunalverwaltung und regionale Entwicklung        | Kjersti Stenseng         | Arbeiderpartiet | 4. Februar 2025   |                   | Ministerium für Kommunalverwaltung und regionale Entwicklung        |                                                                  |
| Forschung und Hochschulbildung                      | Ola Borten Moe           | Senterpartiet   | 14. Oktober 2021  | 4. August 2023    | Ministerium für Bildung und Wissenschaft                            |                                                                  |
| Forschung und Hochschulbildung                      | Sandra Borch             | Senterpartiet   | 4. August 2023    | 23. Januar 2024   | Ministerium für Bildung und Wissenschaft                            |                                                                  |
| Forschung und Hochschulbildung                      | Oddmund Løkensgard Hoel  | Senterpartiet   | 23. Januar 2024   | 4. Februar 2025   | Ministerium für Bildung und Wissenschaft                            |                                                                  |
| Forschung und Hochschulbildung                      | Sigrun Aasland           | Arbeiderpartiet | 4. Februar 2025   |                   | Ministerium für Bildung und Wissenschaft                            |                                                                  |
| Internationale Entwicklung                          | Anne Beathe Tvinnereim   | Senterpartiet   | 14. Oktober 2021  | 4. Februar 2025   | Ministerium für Auswärtige Angelegenheiten                          |                                                                  |
| Internationale Entwicklung                          | Åsmund Aukrust           | Arbeiderpartiet | 4. Februar 2025   |                   | Ministerium für Auswärtige Angelegenheiten                          |                                                                  |
| Kinder, Jugend und Familie                          | Kjersti Toppe            | Senterpartiet   | 14. Oktober 2021  | 4. Februar 2025   | Ministerium für Kinder, Jugend und Familie                          |                                                                  |
| Kinder, Jugend und Familie                          | Lene Vågslid             | Arbeiderpartiet | 4. Februar 2025   |                   | Ministerium für Kinder, Jugend und Familie                          |                                                                  |
| Landwirtschaft und Ernährung                        | Sandra Borch             | Senterpartiet   | 14. Oktober 2021  | 4. August 2023    | Ministerium für Landwirtschaft und Ernährung                        | wurde anschließend Ministerin für Forschung und Hochschulbildung |
| Landwirtschaft und Ernährung                        | Geir Pollestad           | Senterpartiet   | 4. August 2023    | 4. Februar 2025   | Ministerium für Landwirtschaft und Ernährung                        |                                                                  |
| Landwirtschaft und Ernährung                        | Nils Kristen Sandtrøen   | Arbeiderpartiet | 4. Februar 2025   |                   | Ministerium für Landwirtschaft und Ernährung                        |                                                                  |

## Kabinettsumbildungen

### Rücktritt von Hadia Tajik
Mit der Arbeiderpartiet-Politikerin Hadia Tajik verließ im März 2022 die erste Ministerin das Kabinett von Jonas Gahr Støre. Sie war zuvor aufgrund von Unregelmäßigkeiten rund um ihre Pendlerwohnung in die Kritik geraten. Tajiks Posten als Ministerin für Arbeit und soziale Teilhabe übernahm Marte Mjøs Persen, die zuvor das Amt der Erdöl- und Energieministerin innehatte. Für Persen rückte der Stortingsabgeordnete Terje Aasland neu in die Regierung nach, während Tajik wieder ins Parlament zurückkehrte, nachdem sie als Regierungsmitglied ihr Mandat hatte ruhen lassen müssen.

### Rücktritt von Odd Roger Enoksen
Im April 2022 trat der Verteidigungsminister Odd Roger Enoksen, ein Minister der Senterpartiet, zurück. Sein Rücktritt erfolgte nach Berichten über eine Beziehung zu einer 18-Jährigen und unangemessenem Verhalten einer Parteikollegin gegenüber. Enoksens Posten als Verteidigungsminister erhielt anschließend Bjørn Arild Gram. Gram war zuvor der Minister für Kommunalverwaltung und regionale Entwicklung. Als Ersatz für Gram rückte aus dem Storting Sigbjørn Gjelsvik nach.

### Rücktritt von Anette Trettebergstuen
Am 23. Juni 2023 gab Kultur- und Gleichstellungsministerin Anette Trettebergstuen von der Arbeiderpartiet ihren Rücktritt bekannt. Ihr Rücktritt kam, nachdem bekannt geworden war, dass sie trotz Befangenheit mehrere Freunde für Posten, die vom Kultur- und Gleichstellungsministerium vergeben werden, vorgeschlagen und ernannt hatte. Zuvor war auch bereits bei ihrer Parteikollegin, der Bildungsministerin Tonje Brenna, ein unkorrekter Umgang mit Befangenheit bekannt geworden. Brenna trat im Gegensatz zu Trettebergstuen nicht zurück. Trettebergstuens Nachfolgerin wurde am 28. Juni 2023 Lubna Jaffery, die zuvor als Vararepresentantin im Storting saß. Trettebergstuen kehrte wieder ins Parlament zurück.

### Rücktritt von Ola Borten Moe
Am 21. Juli 2023 erklärte Forschungs- und Hochschulbildungsminister Ola Borten Moe von der Senterpartiet seinen Rücktritt. Zuvor war bekannt geworden, dass er Aktien am Rüstungsunternehmen Kongsberg Gruppen, das indirekt 25 % am Rüstungskonzern Nammo hält, erworben hatte und kurz darauf im Januar 2023 an einer Regierungssitzung teilnahm, an der ein Vertrag mit Nammo auf der Tagesordnung stand. Moes Nachfolgerin wurde am 4. August 2023 die vorherige Landwirtschafts- und Ernährungsministerin Sandra Borch. Für Borch rückte der Stortingsabgeordnete Geir Pollestad nach. Moe kehrte daraufhin als Abgeordneter ins Parlament zurück.
Nach Moes Rücktritt wurde bekannt, dass der Ehemann der Außenministerin Anniken Huitfeldt ebenfalls Aktiengeschäfte betrieb, wodurch sie als befangen hätte gelten müssen. Huitfeldt verblieb noch einige Monate im Amt.

### Größere Kabinettsumbildung im Oktober 2023

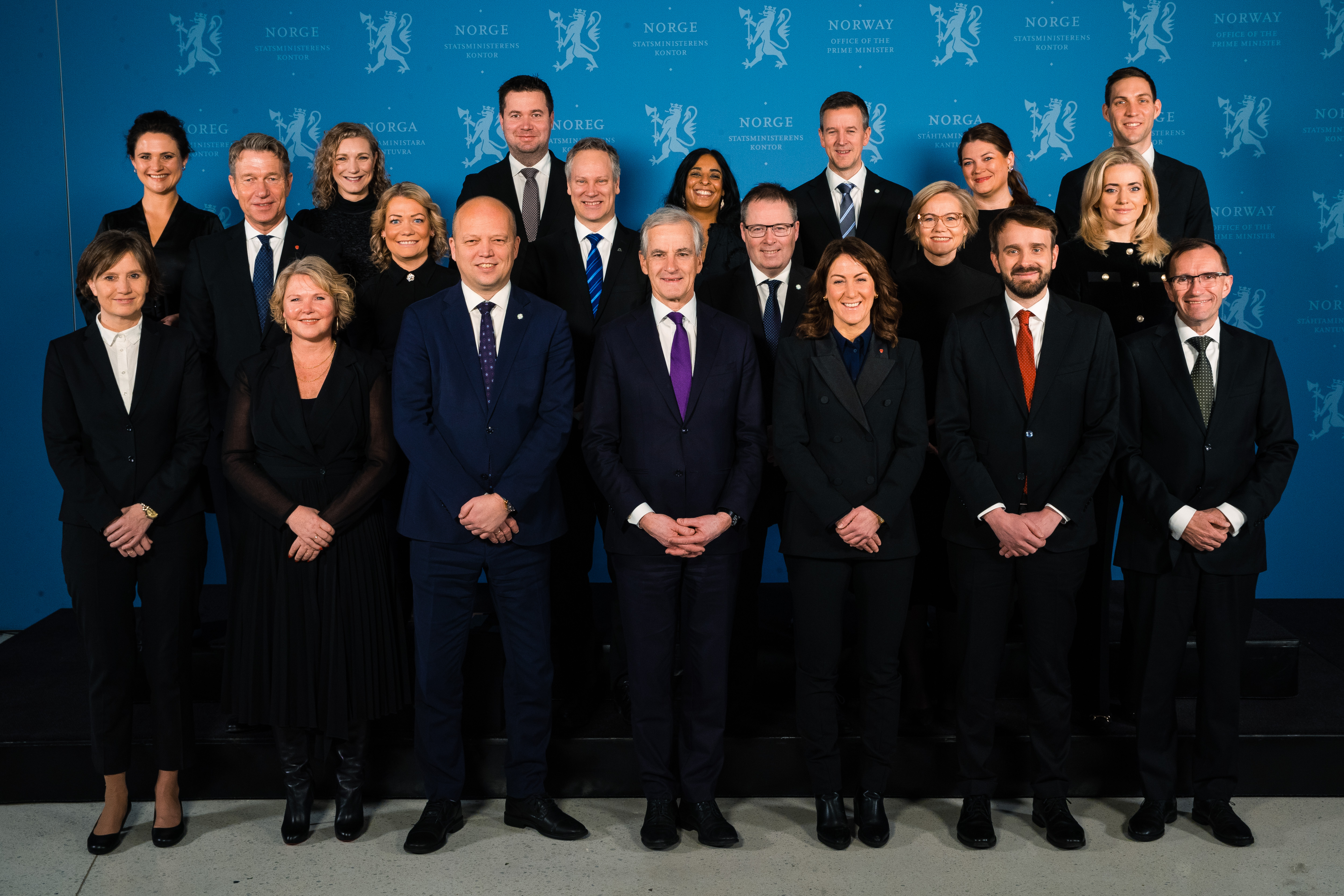
Regierung Støre, Dezember 2023

Einen Monat nach den Lokalwahlen kam es am 16. Oktober 2023 zu einer größeren Kabinettsumbildung. Die Ministerin für Auswärtige Angelegenheiten, Anniken Huitfeldt (Ap), wurde von ihrem Parteikollegen Espen Barth Eide ersetzt, der zuvor Klima- und Umweltminister war. Huitfeldt stand zuvor wegen Aktiengeschäften ihres Ehemannes in der Kritik. Eides Nachfolger als Minister für Klima und Umwelt wurde Andreas Bjelland Eriksen (Ap), der zuvor als Staatssekretär im Erdöl- und Energieministerium fungierte. Den Posten als Ministerin für Fischerei und Meerespolitik übernahm die Stortingsabgeordnete Cecilie Myrseth (Ap) von ihrem Parteikollegen Bjørnar Skjæran, der aus der Regierung ausschied. Ebenfalls die Regierung verließ die Ministerin für Arbeit und soziale Teilhabe, Marte Mjøs Persen (Ap). Sie wurde von der Bildungsministerin Tonje Brenna ersetzt. Brennas Nachfolgerin wurde die vorherige Bürgermeisterin der Kommune Stavanger, Kari Nessa Nordtun. Die Ap-Politikerin Karianne Tung erhielt den neu geschaffenen Ministerposten als Digitalisierungs- und Verwaltungsministerin. Bei den Ministern der Senterpartiet kam es zu einer Änderung: Kommunalminister Sigbjørn Gjelsvik wurde vom Stortingsabgeordneten Erling Sande ersetzt. Insgesamt verließen vier Minister die Regierung, fünf kamen neu hinzu und zwei Minister wechselten in ein anderes Ministerium.

### Rücktritt von Sandra Borch
Am 19. Januar 2024 wurde bekannt, dass Sandra Borch im Jahr 2014 in ihrer Masterarbeit Textpassagen plagiiert hatte. Sie räumte daraufhin die Plagiate ein und erklärte am selben Tag ihren Rücktritt als Ministerin für Forschung und Hochschulbildung. Sie kehrte daraufhin in das Storting zurück. Ihr Nachfolger wurde der vorherige Staatssekretär Oddmund Løkensgard Hoel.

### Rücktritt von Ingvild Kjerkol
Kurz nach dem Plagiat von Sandra Borch wurden im Januar 2024 auch Unregelmäßigkeiten in der Masterarbeit von Gesundheits- und Pflegeministerin Ingvild Kjerkol bekannt. Die Untersuchung der Nord Universität endete im April 2024 damit, dass ein vorsätzliches Plagiat festgestellt wurde. Ministerpräsident Støre gab schließlich am 12. April 2024 bekannt, dass Kjerkol von ihrem Amt zurücktreten werde. Am 19. April 2024 wurde Wirtschaftsminister Jan Christian Vestre zu ihrem Nachfolger ernannt. Kjerkol kehrte daraufhin ins Storting zurück. Vestres Nachfolgerin wurde Fischereiministerin Cecilie Myrseth. Neue Ministerin für Fischerei und Meerespolitik wurde  die Stortingsabgeordnete Marianne Sivertsen Næss.

### Kabinettsumbildung nach dem Austritt der Senterpartiet
Am 4. Februar 2025 schieden durch den Austritt der Senterpartiet aus der Regierung die acht Minister der Partei aus. Für Finanzminister Trygve Slagsvold Vedum rückte der frühere Ministerpräsident und NATO-Generalsekretär Jens Stoltenberg nach. Nachfolger des Verteidigungsministers Bjørn Arild Gram wurde Tore O. Sandvik, der im Jahr 2024 bereits als kommissarischer Klima- und Umweltminister fungierte. Neue Justizministerin wurde als Nachfolgerin von Emilie Enger Mehl die frühere Staatssekretärin im Justiz- und Polizeiministerium, Astri Aas-Hansen. Die Posten des Landwirtschafts- und Ernährungsministers, des Entwicklungsministers und der Kinder- und Familienministerin wurden mit Abgeordneten des Stortings neu besetzt: Auf Geir Pollestad folgte Nils Kristen Sandtrøen, auf Anne Beathe Tvinnereim der Abgeordnete Åsmund Aukrust und auf Kjersti Toppe folgte Lene Vågslid. Die Nachfolge von Erling Sande im Amt des Ministers für Kommunalverwaltung und regionale Entwicklung trat die Arbeiderpartiet-Generalsekretärin Kjersti Stenseng an. Mit Sigrun Aasland wurde zudem eine Staatssekretärin aus der Regierung Støre neue Forschungs- und Hochschulbildungsministerin. Sie folgte auf den Senterpartiet-Politiker Oddmund Løkensgard Hoel.